# Y Combinator
Y Combinator ou YC como também é chamada, é uma aceleradora que investe uma certa quantia em dinheiro, chamada de seed Money (tradução livre: dinheiro semente) em empresas iniciantes. Ela oferece financiamento, bem como consultoria de negócios. A YC olha para as empresas com "boas" ideias sobre empresas com experiência e um cria um modelo de negócio. Ela Destina-se a encontrar startups mais promissoras do país.
O Y Combinator seleciona empresas para financiar e fazer consultoria duas vezes por ano. As empresas que decidem financiar geralmente recebem US$ 5 000 mais um adicional de US$ 5 000 por fundador e são obrigados a se mudar para Y Combinator durante o período de os três meses. Em contrapartida, a Y Combinator pede 2-10% da propriedade, geralmente considerada bastante íngreme considerando o pequeno investimento. No entanto, a Y Combinator argumenta que esse dinheiro semente é fundamental para o sucesso de pequenas startups.
No período de 2005 a 2013, Y Combinator já financiou mais de 500 empresas em mais de 40 mercados diferentes, num total de 9 milhões de dólares investidos em 17 rodadas semi-anuais.
Em 2012, a YC foi considerada a empresa top dentre as aceleradoras e incubadoras segundo a revista Forbes.

## História
Em março de 2005, Paul Graham não tinha esse plano formalizado quando ele começou a Y Combinator. Ele estava de volta à Harvard, para dar uma palestra para a turma de graduação em Computação. Em sua palestra, Graham disse à plateia para procurar investidores anjo, para suas próprias empresas, porque eles compreendem melhor sobre as necessidades dos fundadores. Ele decidiu criar uma organização para que ele pudesse começar a investir em si mesmo. Ele pensou que poderia muito bem treinar alguns dos candidatos, oferecer-lhes financiamento, e em troca ter uma participação em suas empresas. Graham convidou algumas empreendedores nerds para o que ele chamou de um programa fundadores verão e levou em oito partidas. 
Desde a sua criação até 2008, o programa foi realizado em cada uma das cidades dos EUA de Cambridge, Massachusetts, e Mountain View, Califórnia. Em janeiro de 2009, Y Combinator anunciou que, de agora em diante, o programa de Cambridge seria fechada e todos os futuros programas terá lugar no Vale do Silício.
Em 2009, a Y Combinator fez parceria com a Sequoia Capital e investidores anjo como Ron Conway, Paul Buchheit e Aydin Senkut para promover o apoio dos jovens startups com o aumento dos financiamentos.
A partir de 2011, Yuri Milner e SV Anjo oferecer cada empresa Y Combinator um investimento nota conversível US$ 150 000. O montante colocado em cada empresa foi alterado para 80 mil dólares ao fundo de lançamento foi renovado. No final daquele ano, em resposta a um amplo apoio para a Stop Piracy Act Online (SOPA) em tramitação no Congresso dos EUA, Graham anunciou que nenhum representante de qualquer empresa de apoio seria bem-vindo na Demo Day da Y Combinator, e pediu apoio as startups para boicotar simpatizantes SOPA também.
Em setembro de 2013 Paul Graham anunciou que a Y Combinator agora iria financiar organizações sem fins lucrativos, depois de ter testado o conceito com Watsi.

## Programa[9]
Y Combinator realiza dois ciclos de financiamento de três meses a um ano, de janeiro a março e um de junho a agosto. Solicitando que os fundadores de cada startup que serão financiadas para se deslocar para a área da baía para a duração do seu ciclo, durante o qual trabalhamos intensamente com eles para a empresa na melhor forma possível. Cada ciclo culmina em um evento chamado Demo Day, em que as startups apresentam para um público que agora inclui a maioria dos principais investidores em startups do mundo.

### Jantares
Durante cada ciclo, a Y Combinator oferecerá um jantar uma vez por semana, onde convida algumas pessoas influentes do mundo das startups para falar. É um pouco enganoso chamar esses eventos "jantares", devido a eles duram meio dia.
As pessoas começam a apresentar para jantar em torno 06h00. A YC encoraja seus fundadores a tratar cada jantar como um mini Demo Day, trazendo notebooks ou dispositivos móveis para mostrar uns aos outros o que foi construído durante a semana. 
O tempo antes do jantar é uma oportunidade para os fundadores falarem uns com os outros. O Jantar em si acontece em torno de 7h15. Todos comem juntos em mesas brancas longas projetados por nosso arquiteto Kate Courteau. 

### Demo Day
O Demo Day tornou-se um grande negócio. Desde o primeiro, que teve 15 investidores, ele cresceu em um dia inteiro de evento para cerca de 400 investidores. O importante não é o tamanho do público, no entanto, mas que essas 400 pessoas. Não existe outro evento onde grande parte dos principais investidores em startups estão todos em um só lugar.
O objetivo no Demo Day é simplesmente para startups mostrarem seus trabalhos na fase que eles estão. Há investidores dispostos a investir em todas as fases, se a partida parecer bastante promissora.
Entre e após as apresentações no Demo Day, os fundadores e investidores convivem e conversam mais. O objetivo não é convencer os investidores no local, mas apenas para as startups se apresentarem. Ocasionalmente, os investidores vão dizer "eu estou no" no Demo Day, mas na maioria dos casos, acontecem em reuniões posteriores.
No final do Demo Day, as startups costumam ter é um monte de potenciais clientes. O conselho inicial é analisar os valores das propostas. Depois do Demo Day, deve-se manter um contato estreito com as startups, de como negociar o labirinto de angariação de fundos, e ajudá-los a decifrar as mensagens reais em investidores "Às vezes as respostas deliberadamente são ambíguas. Muitas vezes falamos com os investidores a nós mesmos, tanto para descobrir o que eles estão realmente pensando e quando possível para ajudar convencê-los a investir".

## Pessoas
Paul Graham é um programador, capitalista de risco, e ensaísta. Ele é conhecido por seu trabalho em Lisp, para Viaweb co-fundador (que eventualmente se tornou Yahoo! Store), e para o co-fundador da Y Combinator empresa de capital semente. Em 1995, Graham e Robert Morris fundaram a Viaweb, o primeiro provedor de serviços de aplicação (ASP). O Software de Viaweb, originalmente escrito em sua maioria em Common Lisp, permitiu que os usuários criassem suas próprias lojas na Internet. No verão de 1998 a Viaweb foi vendida ao Yahoo! Para 455 000 partes de estoque Yahoo!, no valor de 49 600 000 dólares. No Yahoo! O produto se tornou Yahoo! Store. Em 2005, após dar uma palestra na Harvard Computer Society publicada mais tarde como Como iniciar uma Startup, Graham junto com Trevor Blackwell, Jessica Livingston e Robert Morris fundou a Y Combinator para fornecer financiamento inicial para startups, particularmente aqueles iniciados por mais jovem, mais tecnicamente fundadores. Y Combinator já investiu em mais de 500 empresas iniciantes.
Trevor Blackwell é um programador de computador, engenheiro e empresário com sede no Vale do Silício. Dr. Blackwell é um desenvolvedor de robôs umanoides. Ele também é o inventor do Eunicycle, essencialmente, um Segway um rodas. Dr. Blackwell é o fundador e CEO da Anybots e sócio da Y Combinator. Dr. Blackwell juntou Viaweb para a qual escreveu a renderização de imagem, processamento de pedidos e software de estatísticas. A empresa foi adquirida pelo Yahoo em 1998, e Dr. Blackwell mudou-se para o Vale do Silício para liderar o grupo de desenvolvimento da loja Yahoo. Juntamente com Paul Graham, Robert T. Morris e Jessica Livingston fundou Y Combinator, em 2005.
 Paul Buchheit é um programador de computadores americano e empresário. Ele foi o criador e principal desenvolvedor do Gmail. Ele desenvolveu o protótipo original do Google AdSense, como parte de seu trabalho no Gmail. Buchheit foi um dos fundadores da startup FriendFeed, que foi lançado em 2007 e foi adquirido pelo Facebook em 2009. Em 2010, deixou Buchheit Facebook para tornar-se sócio da empresa de venture capital Y Combinator. A partir de 2006 (quando ele começou a investir) em 2008, Paulo investiu cerca de 1,21 milhões dólares em 32 empresas diferentes. Ele também continua a supervisionar os investimentos anjo de sua autoria, em (por sua própria estimativa) “cerca de 40” startups.
 Kevin Hale ele é mais conhecido por criar o worm Morris em 1988, considerado o primeiro worm de computador na Internet. Ele também co-fundou a Viaweb loja on-line, uma das primeiras aplicações baseadas na web, com Paul Graham.
Carolynn Levy  é uma advogada corporativa. Antes da Y Combinator, ela era associada na prática corporativa e títulos a Wilson Sonsini Goodrich & Rosati. Na Wilson Sonsini Goodrich & Rosati, a prática da Sra. Levy focava principalmente nas assessorias públicas e empresas privadas em uma ampla gama de leis de valores mobiliários e outras questões. Além disso, Carolynn Levy tem uma vasta experiência de aconselhamento público e clientes privados em assuntos corporativos e de conformidade geral.
Jessica Livingston  é uma autora e sócia fundadora da empresa de Capital de Risco Y Combinator. Ela também organiza a Startup school. Ela tem um BA em Inglês da Universidade de Bucknell. No início de 2007, Livingston lançou o livro Founders at Work: Stories of Startups’ Early Days, uma coleção de entrevistas com fundadores de startups famosas, incluindo Steve Wozniak (Apple), Mitch Kapor (Lotus), Ray Ozzie (Lotus), e Max Levchin (PayPal). Em 2008, ela se casou com co-fundador Paul Graham. Da Y Combinator.
Robert Morris é professor de ciência da computação do MIT, onde ele é um membro da PDOS grupo. Ele é mais conhecido por criar o worm Morris em 1988, considerado o primeiro worm de computador na Internet. Ele também é co-fundador da Viaweb loja on-line, uma das primeiras aplicações baseadas na web, com Paul Graham.
Kirsty Nathoo é vice-presidente de Finanças e Operações da Y Combinator. Antes da Y Combinator, Ms. Nathoo era gerente de auditoria na empresa de contabilidade Price Waterhouse Coopers. Kirsty Nathoo é a arma secreta da Y Combinator nas finanças e operações.
Geoff Ralston foi um dos fundadores da Four11, onde construiu RocketMail, um dos primeiros serviços de correio web, que em 1997 tornou-se o Yahoo Mail. No Yahoo Geoff trabalhou em engenharia, em seguida, correu uma unidade de negócio, em seguida, tornou-se Diretor de Produto. Depois Yahoo ele foi CEO da Lala, que foi adquirida em 2009 pela Apple. 
Garry Tan é sócio de risco da Y Combinator, anteriormente Designer-in-Residence. Antes disso, Garry Tan foi co-fundador da Posterous, co-fundador da plataforma de análise financeira no Palantir Technologies, e foi gerente de programa da Microsoft para o Windows Mobile.

## Empresas Notáveis
Em maio de 2013, a Y Combinator havia financiado mais de 500 startups.
O número de startups financiadas em cada ciclo foi aumentando gradualmente. O primeiro ciclo, no Verão de 2005, teve oito partidas. No ciclo de verão de 2012, havia mais de 80 anos. Y Combinator, desde então, reduziu seu tamanho de classe para menos de 50, com seu inverno 2013 lote, mas esperamos crescer novamente.
Paul Graham afirmou que 37 dos mais de 500 startups têm uma valorização de mais de US$ 40 milhões.

### Empresas Brasileiras
Algumas startups com fundadores brasileiros que já participaram do programa de aceleração:
- Alude (W20)
- Apartio (W20)
- BxBlue (S17)
- Carupi (W20)
- Conta Simples (S20)
- ChatPay (S20)
- Facio (W20)
- Glio (S13)
- Hent (W20)
- InEvent (S19)
- Kovi (S19)
- Linkana (W20)
- Quero Educação (S16)
- Qulture.rocks (W18)
- StarkBank (W20)
- Tractian (W21)
- Resend (W23)

Mais empresas podem ser vistas aqui: Empresas da América do Sul participantes do programa

### Empresas Estrangeiras
Algumas empresas de relevância mundial que participaram do programa:
- Airbnb
- Scribd
- Reddit
- Coinbase
- Dropbox
- Rappi
- Twitch
- Gitlab
- Stripe
- Webflow